# Munkholmarna
Munkholmarna är en ö i Finland. Den ligger i Finska viken och i kommunen Esbo i den ekonomiska regionen  Helsingfors i landskapet Nyland, i den södra delen av landet. Ön ligger omkring 14 kilometer väster om Helsingfors.
Öns area är 1,5 hektar och dess största längd är 200 meter i sydöst-nordvästlig riktning. Ön höjer sig omkring 15 meter över havsytan.